# Helga Pilarczyk
Helga Katharina Pilarczyk (ur. 12 marca 1925 w Schöningen, zm. 15 września 2011 w Hamburgu) – niemiecka śpiewaczka operowa, sopran.

## Życiorys
Początkowo uczyła się gry na fortepianie w konserwatoriach w Brunszwiku i Hamburgu. Dopiero później podjęła lekcje śpiewu i zdecydowała się zostać śpiewaczką, początkowo występowała w operetkach. Zadebiutowała w 1951 roku w operze w Brunszwiku, jej pierwszą rolą operową była Irmentrauta w Der Waffenschmied Alberta Lortzinga. Od 1954 do 1968 roku była związana z operą w Hamburgu. W kolejnych latach występowała w Zurychu (1955–1958), Berlinie Zachodnim (1956–1960) i Düsseldorfie (od 1964). Gościnnie śpiewała m.in. w Covent Garden Theatre w Londynie, mediolańskiej La Scali, Metropolitan Opera w Nowym Jorku oraz na festiwalach operowych w Glyndebourne, Aix-en-Provence i Edynburgu.
Zasłynęła przede wszystkim w wykonawstwie muzyki współczesnej. Występowała m.in. w monodramie Erwartung Arnolda Schönberga oraz operowych rolach Elekty w Elektrze Richarda Straussa, Marii w Wozzecku i tytułowej roli w Lulu Albana Berga. Wzięła udział w prapremierowych przedstawieniach König Hirsch Hansa Wernera Henzego (1956), Potopu Igora Strawinskiego (1963) i Der goldene Bock Ernsta Křenka (1964).
Opublikowała esej Kann man die moderne Oper singen? (Hamburg 1964).